# Hammarkinds och Skärkinds domsagas valkrets
Hammarkinds och Skärkinds domsagas valkrets, egentligen Hammarkinds härads med Stegeborgs skärgårds och Skärkinds härads domsagas valkrets, var vid riksdagsvalen till andra kammaren 1866–1908 en egen valkrets med ett mandat. Valkretsen, som omfattade Hammarkinds och Skärkinds härader, avskaffades inför valet 1911 då området uppgick i Östergötlands läns norra valkrets.

## Riksdagsmän
- Sven Hansson, min 1867, nylib 1868–1869 (1867–1869)
- Anders Törnfelt, lmp (1870–1875)
- Niklas Fosser, lmp (1876–1881)
- Anders Magnusson, lmp (1882–första riksmötet 1887)
- August Henricson (andra riksmötet 1887; valet upphävt)
- Niklas Fosser, nya lmp (1888–1890)
- August Henricson, gamla lmp 1891–1894, lmp 1895, vilde 1896–1898, Bondeska 1899, lib s 1900–1908 (1891–1908)
- Edvard Andersson, högervilde 1909, lmp 1911 (1909–1911)

## Valresultat

### 1896
| Andrakammarvalet i Sverige 1896: Hammarkinds och Skärkinds domsagas valkrets | Andrakammarvalet i Sverige 1896: Hammarkinds och Skärkinds domsagas valkrets | Andrakammarvalet i Sverige 1896: Hammarkinds och Skärkinds domsagas valkrets | Andrakammarvalet i Sverige 1896: Hammarkinds och Skärkinds domsagas valkrets | Andrakammarvalet i Sverige 1896: Hammarkinds och Skärkinds domsagas valkrets |
| Kandidat                                                                     | Kandidat                                                                     | Röster                                                                       | Röster                                                                       | Röster                                                                       |
| Kandidat                                                                     | Kandidat                                                                     | Antal                                                                        | %                                                                            | +− %                                                                         |
| ---------------------------------------------------------------------------- | ---------------------------------------------------------------------------- | ---------------------------------------------------------------------------- | ---------------------------------------------------------------------------- | ---------------------------------------------------------------------------- |
|                                                                              | August Henricson                                                             | 438                                                                          | 60,8                                                                         |                                                                              |
|                                                                              | Nils Mörner                                                                  | 280                                                                          | 38,8                                                                         |                                                                              |
|                                                                              | Övriga kandidater                                                            | 3                                                                            | 0,4                                                                          | —                                                                            |
| Antal giltiga röster                                                         | Antal giltiga röster                                                         | 721                                                                          |                                                                              |                                                                              |
| Kasserade röster                                                             | Kasserade röster                                                             | 3                                                                            |                                                                              |                                                                              |
| Totalt                                                                       | Totalt                                                                       | 724                                                                          |                                                                              |                                                                              |

Valdeltagandet var 69,5%.

### 1899
| Andrakammarvalet i Sverige 1899: Hammarkinds och Skärkinds domsagas valkrets | Andrakammarvalet i Sverige 1899: Hammarkinds och Skärkinds domsagas valkrets | Andrakammarvalet i Sverige 1899: Hammarkinds och Skärkinds domsagas valkrets | Andrakammarvalet i Sverige 1899: Hammarkinds och Skärkinds domsagas valkrets | Andrakammarvalet i Sverige 1899: Hammarkinds och Skärkinds domsagas valkrets |
| Kandidat                                                                     | Kandidat                                                                     | Röster                                                                       | Röster                                                                       | Röster                                                                       |
| Kandidat                                                                     | Kandidat                                                                     | Antal                                                                        | %                                                                            | +− %                                                                         |
| ---------------------------------------------------------------------------- | ---------------------------------------------------------------------------- | ---------------------------------------------------------------------------- | ---------------------------------------------------------------------------- | ---------------------------------------------------------------------------- |
|                                                                              | August Henricson                                                             | 397                                                                          | 63,0                                                                         | ▲2,2%                                                                        |
|                                                                              | Nils Mörner                                                                  | 229                                                                          | 36,4                                                                         | ▼2,4%                                                                        |
|                                                                              | Övriga kandidater                                                            | 4                                                                            | 0,6                                                                          | —                                                                            |
| Antal giltiga röster                                                         | Antal giltiga röster                                                         | 630                                                                          |                                                                              |                                                                              |
| Kasserade röster                                                             | Kasserade röster                                                             | 0                                                                            |                                                                              |                                                                              |
| Totalt                                                                       | Totalt                                                                       | 630                                                                          |                                                                              |                                                                              |

Valet ägde rum den 22 september 1899. Valdeltagandet var 63,2%.

### 1902
| Andrakammarvalet i Sverige 1902: Hammarkinds och Skärkinds domsagas valkrets | Andrakammarvalet i Sverige 1902: Hammarkinds och Skärkinds domsagas valkrets | Andrakammarvalet i Sverige 1902: Hammarkinds och Skärkinds domsagas valkrets | Andrakammarvalet i Sverige 1902: Hammarkinds och Skärkinds domsagas valkrets | Andrakammarvalet i Sverige 1902: Hammarkinds och Skärkinds domsagas valkrets |
| Kandidat                                                                     | Kandidat                                                                     | Röster                                                                       | Röster                                                                       | Röster                                                                       |
| Kandidat                                                                     | Kandidat                                                                     | Antal                                                                        | %                                                                            | +− %                                                                         |
| ---------------------------------------------------------------------------- | ---------------------------------------------------------------------------- | ---------------------------------------------------------------------------- | ---------------------------------------------------------------------------- | ---------------------------------------------------------------------------- |
|                                                                              | August Henricson                                                             | 345                                                                          | 55,7                                                                         | ▼7,3%                                                                        |
|                                                                              | August Pettersson i Åbäcksnäs                                                | 270                                                                          | 43,6                                                                         |                                                                              |
|                                                                              | Övriga kandidater                                                            | 4                                                                            | 0,7                                                                          | —                                                                            |
| Antal giltiga röster                                                         | Antal giltiga röster                                                         | 619                                                                          |                                                                              |                                                                              |
| Kasserade röster                                                             | Kasserade röster                                                             | 1                                                                            |                                                                              |                                                                              |
| Totalt                                                                       | Totalt                                                                       | 620                                                                          |                                                                              |                                                                              |

Valet ägde rum den 7 september 1902. Valdeltagandet var 58,8%.

### 1905
| Andrakammarvalet i Sverige 1905: Hammarkinds och Skärkinds domsagas valkrets | Andrakammarvalet i Sverige 1905: Hammarkinds och Skärkinds domsagas valkrets | Andrakammarvalet i Sverige 1905: Hammarkinds och Skärkinds domsagas valkrets | Andrakammarvalet i Sverige 1905: Hammarkinds och Skärkinds domsagas valkrets | Andrakammarvalet i Sverige 1905: Hammarkinds och Skärkinds domsagas valkrets |
| Kandidat                                                                     | Kandidat                                                                     | Röster                                                                       | Röster                                                                       | Röster                                                                       |
| Kandidat                                                                     | Kandidat                                                                     | Antal                                                                        | %                                                                            | +− %                                                                         |
| ---------------------------------------------------------------------------- | ---------------------------------------------------------------------------- | ---------------------------------------------------------------------------- | ---------------------------------------------------------------------------- | ---------------------------------------------------------------------------- |
|                                                                              | August Henricson                                                             | 454                                                                          | 57,8                                                                         | ▲2,1%                                                                        |
|                                                                              | C.H. Jentzen på Tvärdala                                                     | 328                                                                          | 41,8                                                                         |                                                                              |
|                                                                              | Övriga kandidater                                                            | 3                                                                            | 0,4                                                                          | —                                                                            |
| Antal giltiga röster                                                         | Antal giltiga röster                                                         | 785                                                                          |                                                                              |                                                                              |
| Kasserade röster                                                             | Kasserade röster                                                             | 2                                                                            |                                                                              |                                                                              |
| Totalt                                                                       | Totalt                                                                       | 787                                                                          |                                                                              |                                                                              |

Valet ägde rum den 10 september 1905. Valdeltagandet var 71,3%.

### 1908
| Andrakammarvalet i Sverige 1908: Hammarkinds och Skärkinds domsagas valkrets | Andrakammarvalet i Sverige 1908: Hammarkinds och Skärkinds domsagas valkrets | Andrakammarvalet i Sverige 1908: Hammarkinds och Skärkinds domsagas valkrets | Andrakammarvalet i Sverige 1908: Hammarkinds och Skärkinds domsagas valkrets | Andrakammarvalet i Sverige 1908: Hammarkinds och Skärkinds domsagas valkrets |
| Kandidat                                                                     | Kandidat                                                                     | Röster                                                                       | Röster                                                                       | Röster                                                                       |
| Kandidat                                                                     | Kandidat                                                                     | Antal                                                                        | %                                                                            | +− %                                                                         |
| ---------------------------------------------------------------------------- | ---------------------------------------------------------------------------- | ---------------------------------------------------------------------------- | ---------------------------------------------------------------------------- | ---------------------------------------------------------------------------- |
|                                                                              | Edvard Andersson                                                             | 499                                                                          | 52,8                                                                         |                                                                              |
|                                                                              | August Henricson                                                             | 444                                                                          | 47,0                                                                         | ▼10,8%                                                                       |
|                                                                              | Övriga kandidater                                                            | 2                                                                            | 0,2                                                                          | —                                                                            |
| Antal giltiga röster                                                         | Antal giltiga röster                                                         | 945                                                                          |                                                                              |                                                                              |
| Kasserade röster                                                             | Kasserade röster                                                             | 4                                                                            |                                                                              |                                                                              |
| Totalt                                                                       | Totalt                                                                       | 949                                                                          |                                                                              |                                                                              |

Valet ägde rum den 6 september 1908. Valdeltagandet var 76,0%.